# Философия пространства и времени
Филосо́фия простра́нства и вре́мени — раздел философии, изучающий вопросы онтологии, эпистемологии и сущности пространства и времени. Основные из них:
- существуют ли пространство и время независимо от сознания;
- существуют ли они независимо друг от друга;
- в чём причина субъективно наблюдаемой однонаправленности времени;
- существуют ли моменты времени, отличные от настоящего;
- вопросы сущности личности во времени;
- существуют ли они независимо от материальных объектов?.

## Взгляды и идеи в древности и в Средние века
Наиболее раннее высказывание в философии на тему времени принадлежит древнеегипетскому мыслителю Птаххотепу (ок. 2650—2600 до н. э.). Он писал: «Не умаляй времени следования желаниям, ибо растрачивание времени впустую противно духу.»
В текстах «Вед», наиболее ранних текстах индуизма (ок. XVI века до н. э. и позднее), описывается индуистская космология, в которой вселенная переживает повторяющиеся циклы создания, разрушения и возрождения, каждый цикл длится 4 320 000 лет. Во вступлении к первой книге «Махабхараты» Санджая говорит: «Бытие и небытие, счастье и несчастье — все это имеет свой корень во времени. Время приводит к зрелости существа, время их же уничтожает. Время вновь успокаивает время, сожигающее существа. Именно время изменяет в мире все благоприятные и неблагоприятные чувства и мысли. Время уничтожает все существа и создает их вновь. Время проходит неудержимо одинаково для всех существ.»
В Книге Екклесиаста говорится: «Всему своё время, и время всякой вещи под небом: время рождаться, и время умирать; время насаждать, и время вырывать посаженное; время убивать, и время врачевать; время разрушать, и время строить; время плакать, и время смеяться; время сетовать, и время плясать; время разбрасывать камни, и время собирать камни; время обнимать, и время уклоняться от объятий; время искать, и время терять; время сберегать, и время бросать; время раздирать, и время сшивать; время молчать, и время говорить; время любить, и время ненавидеть; время войне, и время миру.»
Античные философы, такие как Парменид Элейский и Гераклит Эфесский, писали трактаты о природе времени.
В Средние века концепции времени и пространства развивал Блаженный Августин.

## Теория времени Митрофана Аксёнова
В конце XIX века русский философ Митрофан Аксёнов выдвинул теорию, предвосхитившую учение А. Эйнштейна и Г. Минковского о пространстве-времени. Теория, названная автором трансцендентально-кинетической теорией времени, была изложена им в четырёх трактатах, вышедших в период с 1896 по 1918 гг. По учению Аксёнова, мир протяжён не в трёх, а в четырёх измерениях, а время есть движение нашего «я» в четвёртом измерении.
Аксёнов считал абсурдным общепринятое мнение, согласно которому прошлого и будущего не существует, а настоящее представляет собой исчезающе малое, непрестанно обращающееся в ничто мгновение. Этому взгляду он противопоставил своё убеждение, согласно которому прошлое и будущее столь же реальны, сколь и настоящее. Прошлое не исчезает, а лишь проходит, по буквальному смыслу слова, мимо нас, равно как и будущее не возникает, а существует от века. Иллюзия, будто прошлого и будущего не существует, происходит оттого, что мы не можем совершать во времени, как в пространстве, произвольных движений; будь у нас такая возможность, мы бы легко убедились в своей ошибке.
Наше «я», движущееся в четвёртом измерении, Аксёнов называл «воспринимающим началом», сознанием или духом; его движение в четырёхмерном мире не является предметом нашего опыта и потому есть движение трансцендентальное. Вещи, данные нам в ощущениях, суть не реальные объекты, а лишь трёхмерные срезы, сечения или проекции подлинных четырёхмерных вещей, подобные тем теням на стене пещеры, о которых писал Платон. В подлинном, четырёхмерном мире нет ни возникновения, ни уничтожения, ни движения, ни изменения, но всё это — иллюзии, порождённые трансцендентальным движением нашего «я». Иллюзорны также понятия действия, причинности и свободы воли, порождённые перенесением на внешние объекты внутренних свойств нашего «я». В мире царит строжайший детерминизм, обусловленный геометрическим строением четырёхмерных объектов, а само движение нашего «я» подобно движению пассажира в несущемся по рельсам никем не управляемом поезде.
В то же время, полагал философ, мы обладали свободой воли до своего рождения, и наш жизненный путь является результатом нашего трансцендентального выбора. Наше «я» сверхвременно, неуничтожимо и бессмертно, оно существовало до нашего рождения и будет существовать после нашей смерти. Оно не зависит от времени, ибо само чертит линию времени своим движением, и предположить его уничтожение — значит предположить, что рука, чертящая линию, прекращает существовать с прекращением этого черчения.

## Презентизм, этернализм, растущий блок
Основные статьи: Презентизм (философия времени), Этернализм, Растущий блок Вселенной
В соответствии с теорией презентизма, объекты реально существуют только в настоящем. Настоящее — это единственная реальность, с которой мы имеем дело и мы не можем говорить, что, например, А. С. Пушкин существует, потому что в настоящее время его уже нет в живых. В противоположность этому, теория этернализма утверждает, что измерение времени по своим свойствам аналогично остальным трем пространственным измерениям. Поэтому все объекты — будь то существовавшие в прошлом, существующие сейчас или же те, которые будут существовать в будущем — могут быть обозначены как реально существующие совершенно так же, как и непосредственно воспринимаемые объекты настоящего. В соответствии с теорией этернализма, А. С. Пушкин, в действительности, существует, хотя необходимо использовать особые языковые конструкции, когда говорят о ком-то, кто существует в отдаленном времени — совершенно так же, как мы особо подчеркиваем, когда говорим о чём-то, что находится очень далеко (сами слова и выражения «вблизи», «вдалеке», «вверху», «внизу», «вон там» и т. п. можно сравнить с такими выражениями, как «в прошлом», «минуту назад» и т. д.). Наконец, теория растущего блока утверждает, что реально существуют только настоящее и прошлое, а будущее пока не существует и лишь постепенно реализуется в настоящем. То есть четырёхмерный пространственно-временной блок Вселенной растёт по мере превращения будущего в настоящее и прошлое.

## Нелокальность
Общепринятые законы физики
принимают существование пространства как данность. Однако существуют данные, указывающие на то, что Вселенная глубже, чем объекты, расположенные в пространстве. На это указывают, в частности, проявления нелокальности, которые можно объяснить лишь предположив существование уровня реальности, более глубокого, чем пространство, где концепция расстояния становится
неприменимой.
Некоторые философы ставят под сомнение допущение о том, что пространство — это самый глубокий уровень физической реальности. Так, по мнению физика и философа Майкла Хеллера:
Если вы соглашаетесь с тем, что фундаментальный уровень физики нелокален, все становится естественным, поскольку [любые] две частицы, находящиеся далеко друг от друга, находятся на одном и том же фундаментальном нелокальном уровне. Для них время и пространство не имеют значения.

## Эзотеризм и оккультизм
В некоторых современных эзотерических учениях время определяется как последовательность состояний сознания, циклическое движение какой-либо сущности, в течение которого она достигает определенной стадии осведомлённости. Масштабы времени, как и пространства, напрямую связаны с масштабами самой сущности, от атома, животного или человека до Сущности планетарной или космической.

## Субстанциальная и реляционная концепции
Все философские концепции пространства и времени делятся на субстанциальные и реляционные. Субстанциальная концепция пространства и времени рассматривает пространство и время как особые сущности, которые существуют сами по себе, независимо от наличия или отсутствия материальных объектов. Подобных взглядов придерживались Демокрит, Эпикур, Ньютон. Реляционная концепция пространства и времени считает пространство и время особыми отношениями между материальными объектами и процессами с их участием и вне их не существуют. Подобных взглядов придерживались Аристотель, Лейбниц, диалектические материалисты.